# 达吉斯坦历史
达吉斯坦历史是指俄羅斯達吉斯坦共和國的歷史。公元6世纪，萨珊王朝征服了达吉斯坦地区。
1860年，達吉斯坦被俄罗斯帝国占领，俄罗斯帝国設立達吉斯坦州。1921年，達吉斯坦蘇維埃社會主義自治共和國成立。